# DFB-Jugend-Kicker-Pokal 1995/96
DFB-Jugend-Kicker-Pokalsieger 1995/96 war der VfR Heilbronn. Im Endspiel im Heilbronner Frankenstadion siegte der VfR Heilbronn am 14. Juli 1996 mit 6:1 gegen Energie Cottbus.

## Teilnehmende Mannschaften
Am Wettbewerb nahmen die Juniorenpokalsieger bzw. dessen Vertreter aus den 21 Landesverbänden des DFB teil:
| Regionalverband Nord | Regionalverband West                                                                             | Regionalverband Südwest                                                                     | Regionalverband Süd | Regionalverband Nordost |
| --- | ------------------------------------------------------------------------------------------------ | ------------------------------------------------------------------------------------------- | --- | --- |
| - Schleswig-Holstein: Holstein Kiel - Hamburg: FC St. Pauli - Bremen: OSC Bremerhaven - Niedersachsen: Eintracht Braunschweig | - Westfalen: Arminia Bielefeld - Mittelrhein: SCB Preußen Köln - Niederrhein: Fortuna Düsseldorf | - Rheinland: Eisbachtaler Sportfreunde - Südwest: 1. FSV Mainz 05 - Saarland: FC 08 Homburg | - Hessen: FC Burgsolms - Baden: Karlsruher SC - Südbaden: SC Pfullendorf - Württemberg: VfR Heilbronn - Bayern: TSV 1860 München | - Mecklenburg-Vorpommern: Greifswalder SC - Brandenburg: Energie Cottbus - Berlin: Hertha Zehlendorf - Sachsen-Anhalt: 1. FC Magdeburg - Thüringen: SV JENAer Glaswerk - Sachsen: Chemnitzer FC |

## Vorrunde
| Gruppe Nord-West:   |                        |           |                   |
| So 16.06., 11:00    | Energie Cottbus        | 4:3 n. V. | Hertha Zehlendorf |
| So 16.06., 11:00    | SCB Preußen Köln       | 2:3       | FC St. Pauli      |
| So 16.06., 11:00    | Eintracht Braunschweig | 0:3       | 1. FC Magdeburg   |
| Gruppe Süd-Südwest: |                        |           |                   |
| So 16.06., 11:00    | FC Burgsolms           | 3:5       | Karlsruher SC     |
| So 16.06., 11:00    | VfR Heilbronn          | 3:2 n. V. | SC Pfullendorf    |

## Achtelfinale
| Gruppe Nord-West:   |                    |         |                           |
| So 23.06., 11:00    | Arminia Bielefeld  | 2:1     | FC St. Pauli              |
| Sa 22.06., 15:30    | OSC Bremerhaven    | 1:0     | Fortuna Düsseldorf        |
|                     | Holstein Kiel      | [ A 1 ] | Greifswalder SC           |
| So 23.06., 11:00    | Energie Cottbus    | 2:1     | 1. FC Magdeburg           |
| Gruppe Süd-Südwest: |                    |         |                           |
| So 23.06., 11:00    | VfR Heilbronn      | 1:0     | Karlsruher SC             |
|                     | SV JENAer Glaswerk | [ A 2 ] | Eisbachtaler Sportfreunde |
| So 23.06., 11:00    | 1. FSV Mainz 05    | 1:3     | Chemnitzer FC             |
| Sa 22.06., 15:00    | FC 08 Homburg      | 0:5     | TSV 1860 München          |

1. ↑  Greifswald zog kampflos ins Viertelfinale ein, da Kiel zurückgezogen hatte.
2. ↑  Jena zog kampflos ins Viertelfinale ein, da Eisbachtal zurückgezogen hatte.

## Viertelfinale
| Gruppe Nord-West:   |                 |                       |                    |
| Sa 29.06., 15:30    | OSC Bremerhaven | 2:2 n. V. (4:5 i. E.) | Arminia Bielefeld  |
| Sa 29.06., 14:00    | Greifswalder SC | 0:1                   | Energie Cottbus    |
| Gruppe Süd-Südwest: |                 |                       |                    |
| So 30.06., 11:00    | VfR Heilbronn   | 9:0                   | SV JENAer Glaswerk |
| So 30.06., 11:00    | Chemnitzer FC   | 1:2                   | TSV 1860 München   |

## Halbfinale
| Gruppe Nord-West:   |                 |     |                   |
| Sa 06.07., 14:00    | Energie Cottbus | 3:0 | Arminia Bielefeld |
| Gruppe Süd-Südwest: |                 |     |                   |
| So 07.07., 11:00    | VfR Heilbronn   | 3:1 | TSV 1860 München  |

## Finale
| Paarung            | VfR Heilbronn – FC Energie Cottbus |
| Ergebnis           | 6:1 (4:0) |
| Datum              | Sonntag, 14. Juli 1996 um 11:00 Uhr |
| Stadion            | Frankenstadion, Heilbronn |
| Zuschauer          | 6.000 |
| Schiedsrichter     | Dr. Volkmar Fischer (St. Wendel) |
| Tore               | 1:0 Kern (14.) 2:0 Baumgart (26.) 3:0 Wagner (30.) 4:0 Bielohoubeck (43.) 5:0 Wenczel (58.) 5:1 Barz (64.) 6:1 Rehm (86.) |
| VfR Heilbronn      | Sven Seeg (46. Marc Beck) – Tobias Schwarz – Thomas Gruber, Christian Layher – Michael Wenczel, Marc Kern (73. Jochen Schmid), Robert Mucha (65. Markus Heintzmann) – Rüdiger Rehm, Peter Wagner – Rainer Baumgart (61. Onur Celik), Tim Bilohoubeck Cheftrainer: Otto Frey                  |
| FC Energie Cottbus | Michael Gutschwager – Andreas Richter – Christian Struck (39. Enrico Mielke), Matthias Müller – Thomas Pahn (75. Heiko Mittag), Markus Krautzig, Randy Gottwald, Mario Barz, Carsten Niemtz, René Kuhle (29. David Brinker) – Dietmar Wuttke (73. Marcel Pfennig) Cheftrainer: Jürgen Meseck |
| Gelbe Karten       | Baumgart, Celik – keine |